# 张立新 (1972年)
张立新（1972年5月—），女，汉族，河南南阳人，中华人民共和国政治人物。现任北京市西城区人大常委会党组书记、主任。